# Lautes Denken
Lautes Denken (auch Think Aloud, Gedankenprotokoll, Denke-Laut-Methode, Talkaloud Interview) ist die hörbare Verbalisierung des Denkens. Es ist eine Methode, die es ermöglicht, Einblicke in die Gedanken, Gefühle, Erwartungen und Absichten einer Person zu erhalten.
Die Methode lässt sich überall dort anwenden, wo Gedanken bzw. Problemlöse- und Lernprozesse während einer Handlung evaluiert werden sollen.
Lautes Denken wird u. a. in der Psychologie, Didaktik, Marktforschung und im Human-Centered Design eingesetzt. Eine Anwendung im Human-Centered Design ist der Thinking Aloud Test. Er gilt als eine der wichtigsten Methoden für die praxisnahe Evaluation von Benutzerschnittstellen (englisch user interfaces). In der kognitiven Psychologie und der Linguistik werden Protokolle des lauten Denkens regelmäßig zu Forschungszwecken eingesetzt, d. h. die Probanden sollen nicht nur eine vorgegebene Aufgabe bearbeiten, sondern auch davon berichten, was sie gerade denken, z. B. welchen Teilschritt sie gerade auf welche Weise bearbeiten. Wichtig ist dabei, dass alle Gedanken genannt werden, auch jene, die den Probanden irrelevant erscheinen. Dabei werden die einzelnen Äußerungen möglichst objektiv protokolliert, das heißt ohne Interpretation durch den Versuchsleiter. Oft wird das laute Denken zusätzlich aufgezeichnet (zum Beispiel mit einem Diktiergerät), um eine nachfolgende Analyse zu erleichtern. Die Rolle des Versuchsleiters besteht darin, den Probanden bei Redepausen zum Weitersprechen zu ermutigen. Häufig fällt geübten Probanden „lautes Denken“ leichter.
Ziel des lauten Denkens ist es, ein Bild davon zu bekommen, welche kognitiven Prozesse während der Bearbeitung einer Aufgabe ablaufen. Nicht nur das Ergebnis, sondern vor allem der Lösungsweg gibt Aufschluss darüber. Zur Deutung dieser Protokolle stellten K. Anders Ericsson und Herbert A. Simon 1984 ihre „Theorie des lauten Denkens“ vor. Sie unterscheiden drei mögliche Beziehungen zwischen der Verbalisierung und den aufgaben-geleiteten kognitiven Prozessen:
- Typ 1 – Direkte Verbalisierung: die innere Stimme wird hörbar gemacht, also das laute Denken im engeren Sinne. Der Proband spricht alles aus, was ihm beim Bearbeiten einer Aufgabe durch den Kopf geht. Das Problemlöseverhalten wird dadurch nicht beeinflusst. Die von der Aufgabe geleiteten Prozesse und deren Verbalisierung sind getrennt und verschieden.
- Typ 2 – Liegt die zu lösende Aufgabe in Symbolform vor (z. B. in Bildern), verlängert sich die zur Lösung benötigte Zeit, da die Probanden die Aufgabe zunächst in Worte fassen müssen. Die Verbalisierung der beobachteten Information wird von den aufgabengeleiteten Prozessen hervorgebracht.
- Typ 3 – Die Probanden sollen erläutern, warum sie tun, was sie tun. Die Folge: mehr richtige Lösungen, verlängerte Lösungszeit, andere Reihenfolge der Teilschritte usw. Die Anforderungen für das laute Denken verändern die aufgabengeleiteten Prozesse. Da keine Kontrolle möglich ist, sind die Angaben der Probanden unzuverlässig.

## Retrospective Think Aloud
Eine Variante von Lautem Denken, bei der die Personen gebeten werden, ihre Gedanken unmittelbar bei der Interaktion mit etwas zu erläutern, ist das Retrospective Think Aloud (etwa retrospektives Lautes Denken). Hier werden im Nachgang einer Tätigkeit den Teilnehmern ein Video ihrer Interaktion gezeigt. Sie werden dabei gebeten, laut zu erklären, was sie gedacht haben, als sie Handlungen durchführten. Retrospektive Think Aloud wird in Situationen eingesetzt, in denen gleichzeitiges lautes Denken für die Teilnehmer zu ablenkend wäre (z. B. bei komplexen Aktivitäten) oder weil es andere Daten verfälschen würde (z. B. bei Eyetracking oder quantitativen Usability-Tests).

## Weitere Protokollmethoden
Motorprotokoll:
Beim Motorprotokoll werden die offensichtlichen physischen Aktivitäten aufgezeichnet und detailliert aufgeschrieben. Diese Methode eignet sich besonders bei Probanden mit eingeschränkten Sprachmöglichkeiten wie z. B. Tieren und Kindern.
Eye-Movement-Protokoll:
Bei dieser Methode werden die Augenbewegungen der Probanden aufgezeichnet. Das Interesse richtet sich dabei darauf, wann und wie lange sich der Blick während der Bearbeitung einer Aufgabe wohin richtet. Dabei gibt es einmal die Möglichkeit einfach dem Blick zu folgen, um Aufschluss darüber zu bekommen oder mit einer Eye-Movement-Camera die genauen Blickpunkte aufzuzeichnen. Diese zweite Möglichkeit ist wesentlich genauer und bietet ein detaillierteres Bild.